# On the Tiles
On the Tiles is een computerspel dat werd ontwikkeld door Odin Computer Graphics en uitgegeven door Firebird Software. Het spel kwam in 1987 uit voor de Commodore 64. Het spel wordt geprogrammeerd door Robert W. Tinman. Het spel is een zijwaarts scrollend platformspel dat met één persoon gespeeld kan worden.

## Ontvangst
| Beoordeeld door                       | Jaar | Score |
| ------------------------------------- | ---- | ----- |
| ACE (Advanced Computer Entertainment) | 1987 | 78%   |
| ASM (Aktueller Software Markt)        | 1987 | 60%   |